# George W. Geezil
George W. Geezil a su vez conocido simplemente como Geezil  es un personaje de historietas creado por EC Segar para su tira Thimble Theatre (ahora Popeye ) en 1932. 

## Historia y concepción del personaje
Geezil hizo sus primeras apariciones en las tiras en 1932, como un cliente anónimo en el café de Roughhouse . Reapareció en diciembre de 1933 como una figura recurrente más prominente, ahora consistentemente un zapatero con acento ruso (más tarde dueño de una casa de empeños) y cliente habitual de Rough-House que albergaba una fuerte aversión por J. Wellington Wimpy , aunque hasta su quinta aparición no fue identificado.
Con el tiempo, fue nombrado Sr. Geezer, Sr. Geezle, George G. Geezil, y finalmente se estableció como George W. Geezil en su aparición número 33, en 1935.
Geezil es un hombre alto, calvo y desgarbado que viste todo de negro y lleva un sombrero hongo negro . Lleva gafas y, lo más característico, una barba negra larga, salvaje y enmarañada.  A menudo habla de forma entrecortada, inconexa y nerviosa, mediante gestos recurrentes como " ¿Me lo preguntaste?" y "¿Podría haberlo soportado?" .
El personaje tiene características estéticas que lo asemejan a un emigrante ruso de origen judío, posiblemente un guiño artístico inspirado en que el propio E. C. Segar tenía raíces familiares judías 
El odio de Geezil hacia Wimpy fue en aumento y pronto se convirtió en el rasgo que define su carácter, y Geezil no tiene reparos en decirle al estafador corpulento lo que siente por él. Wimpy, por su parte, parece ignorar en gran medida la hostilidad de Geezil, aunque a menudo ha tomado represalias sutilmente confundiéndolo. Las declaraciones más frecuentes e intensas de odio de Geezil hacia Wimpy incluían "él es como moscas en mi sopa", "¡te odio a muerte!" y que Wimpy debería "ser asesinado hasta la muerte". 

## Otras apariciones
Geezil hizo un puñado de apariciones en las caricaturas de Popeye  incluyendo A Clean Shaven Man (1936, papel sin diálogo), Olive's Boithday Presink (1941)  y Wimpy the Moocher (1960).
En la película Popeye  de 1980 , Geezil era un verdulero que discutía constantemente con Wimpy, pero los dos mantenían una amistad inestable (en un momento, él comenta "¡Phooey! ¡El Comodoro! ¡Después de Wimpy, es al que más odio!"). Geezil fue interpretado aquí por Richard Libertini .